# När regnet kom
När regnet kom är en amerikansk dramafilm från 1955 i regi av Jean Negulesco. Filmen bygger på romanen The Rains Came av Louis Bromfield från 1937. Lana Turner gestaltar Lady Edwina Esketh som med sin make Lord Esketh (Michael Rennie) befinner sig i Indien för att införskaffa hästar. Lady Esketh möter sin tidigare älskare Tom Ransome (Fred MacMurray), och stiftar bekantskap med Dr. Rama Safti (Richard Burton), vilken hon försöker att förföra. Mitt i allt detta leder de ihärdiga regnen till enorma översvämningar och till att fördämningar brister.
När regnet kom har visats i TV4.

## Rollista
| Lana Turner        | – Lady Edwina Esketh |
| Richard Burton     | – Dr. Rama Safti     |
| Fred MacMurray     | – Tom Ransome        |
| Michael Rennie     | – Lord Esketh        |
| Joan Caulfield     | – Fern Simon         |
| Eugenie Leontovich | – the Maharani       |
| Gladys Hurlbut     | – Mrs. Simon         |
| Madge Kennedy      | – Mrs. Smiley        |
| Carlo Rizzo        | – Mr. Adoani         |
| Argentina Brunetti | – Mrs. Adoani        |

### Webbkällor
- The Rains of Ranchipur på TCM Movie Database (engelska) (geoblockerad)
- The Rains of Ranchipur på Allmovie (engelska)